# یائیر گولان
یائیر گولان (انگلیسی: Yair Golan؛ زادهٔ ۱۴ مهٔ ۱۹۶۲) سیاست‌مدار و سرلشکر بازنشسته نیروهای دفاعی اسرائیل است، که در فاصله سال‌های ۲۰۱۴ تا ۲۰۱۷ به‌عنوان ۳۰مین جانشین رئیس ستاد کل نیروهای دفاعی اسرائیل فعالیت می‌کرد. او از ۲۰۲۱ تا ۲۰۲۲ وزیر اقتصاد اسرائیل بود.
گولان فعالیت نظامی را از سال ۱۹۸۰ در نیروی زمینی اسرائیل آغاز کرد، از ۲۰۰۵ تا ۲۰۰۶ فرماندهی تیپ ۹۳۳ نهال را برعهده داشت، از ۲۰۰۶ تا ۲۰۰۷ فرمانده لشکر ۹۱ گالیل بود و از ۲۰۰۷ تا ۲۰۰۸ به‌عنوان فرمانده لشکر ۸۷۷ یهودا و سامره فعالیت می‌کرد. وی در فاصله سال‌های ۲۰۰۸ تا ۲۰۱۱ فرمانده جبهه داخلی بود و از ۲۰۱۱ تا ۲۰۱۴ فرماندهی شمالی اسرائیل را برعهده داشت.